# Victor Hugo Gomes Silva
Victor Hugo Gomes Silva (Río de Janeiro, 11 de mayo de 2004) es un futbolista brasileño. Juega de centrocampista y su equipo es el Göztepe S. K. de la Superliga de Turquía.

## Trayectoria
Formado en Flamengo, Victor Hugo debutó con el primer equipo del club el 1 de mayo de 2022 ante el Altos por la Copa de Brasil. El 11 de mayo de 2022, marcó su primer gol con el Flamengo en la victoria por 2-0 sobre Altos, en Volta Redonda, en el minuto 42 del segundo tiempo, en el partido de vuelta de la tercera fase de la Copa do Brasil, que garantizó el avance del Flamengo.
En 2023, participó en 47 partidos durante la temporada, la mayoría con Sampaoli, a quien le gustó su estilo. El 14 de junio de 2024, recibió un homenaje del Flamengo en la celebración de su partido número 100 con la camiseta, en la victoria sobre el Grêmio en el Maracaná por 2-1, partido válido por la octava jornada del Campeonato Brasileño. Víctor Hugo dejó Flamengo, donde disputó 107 partidos, marcó seis goles y dio seis asistencias con la camiseta rojinegra.
El 29 de agosto de 2024 se hizo oficial su cesión al Göztepe S. K. de la Superliga de Turquía. El 25 de septiembre de 2024 debutó en la victoria del Göztepe por 3-0 sobre el Kayserispor en el campeonato turco. El 9 de enero hizo su debut como titular del año y marcó el gol de la victoria en la victoria por 1-0 sobre el Erzurumspor FK en el Grupo B de la Copa de Turquía.
El club turco finalmente decidió no fichar a Victor Hugo, a pesar de sus 35 partidos y tres goles esta temporada. Abandonó el club al final de la temporada.

## Selección nacional
Fue citado al Campeonato Sudamericano de Fútbol Sub-20 de 2023.

## Estadísticas
Actualizado al último partido disputado el 30 de mayo de 2025.
| Club                    | Div.          | Temporada     | Liga  | Liga  | Estatal | Estatal | Copas nacionales | Copas nacionales | Copas internacionales | Copas internacionales | Total | Total |
| Club                    | Div.          | Temporada     | Part. | Goles | Part.   | Goles   | Part.            | Goles            | Part.                 | Goles                 | Part. | Goles |
| ----------------------- | ------------- | ------------- | ----- | ----- | ------- | ------- | ---------------- | ---------------- | --------------------- | --------------------- | ----- | ----- |
| C. R. Flamengo · Brasil | 1.ª           | 2022          | 21    | 2     | 0       | 0       | 8                | 1                | 8                     | 0                     | 37    | 3     |
| C. R. Flamengo · Brasil | 1.ª           | 2023          | 30    | 1     | 2       | 0       | 8                | 0                | 6                     | 2                     | 46    | 3     |
| C. R. Flamengo · Brasil | 1.ª           | 2024          | 10    | 0     | 9       | 0       | 1                | 0                | 2                     | 0                     | 22    | 0     |
| C. R. Flamengo · Brasil | Total club    | Total club    | 61    | 3     | 11      | 0       | 17               | 1                | 16                    | 2                     | 105   | 6     |
| Göztepe S. K. Turquía   | 1.ª           | 2024-25       | 29    | 2     | ―       | ―       | 6                | 1                | ―                     | ―                     | 35    | 3     |
| Göztepe S. K. Turquía   | Total club    | Total club    | 29    | 2     | 0       | 0       | 6                | 1                | 0                     | 0                     | 35    | 3     |
| Total carrera           | Total carrera | Total carrera | 90    | 5     | 11      | 0       | 23               | 2                | 16                    | 2                     | 140   | 9     |

## Palmarés

### Títulos estatales
| Título             | Club           | Estado         | Año  |
| ------------------ | -------------- | -------------- | ---- |
| Campeonato Carioca | C. R. Flamengo | Río de Janeiro | 2022 |

### Títulos nacionales
| Título              | Club           | País   | Año  |
| ------------------- | -------------- | ------ | ---- |
| Copa de Brasil      | C. R. Flamengo | Brasil | 2022 |
| Supercopa de Brasil | C. R. Flamengo | Brasil | 2022 |

### Títulos internacionales
| Título                       | Equipo         | Sede     | Año  |
| ---------------------------- | -------------- | -------- | ---- |
| Copa Libertadores de América | C. R. Flamengo | Conmebol | 2022 |